# Kamenice nad Lipou

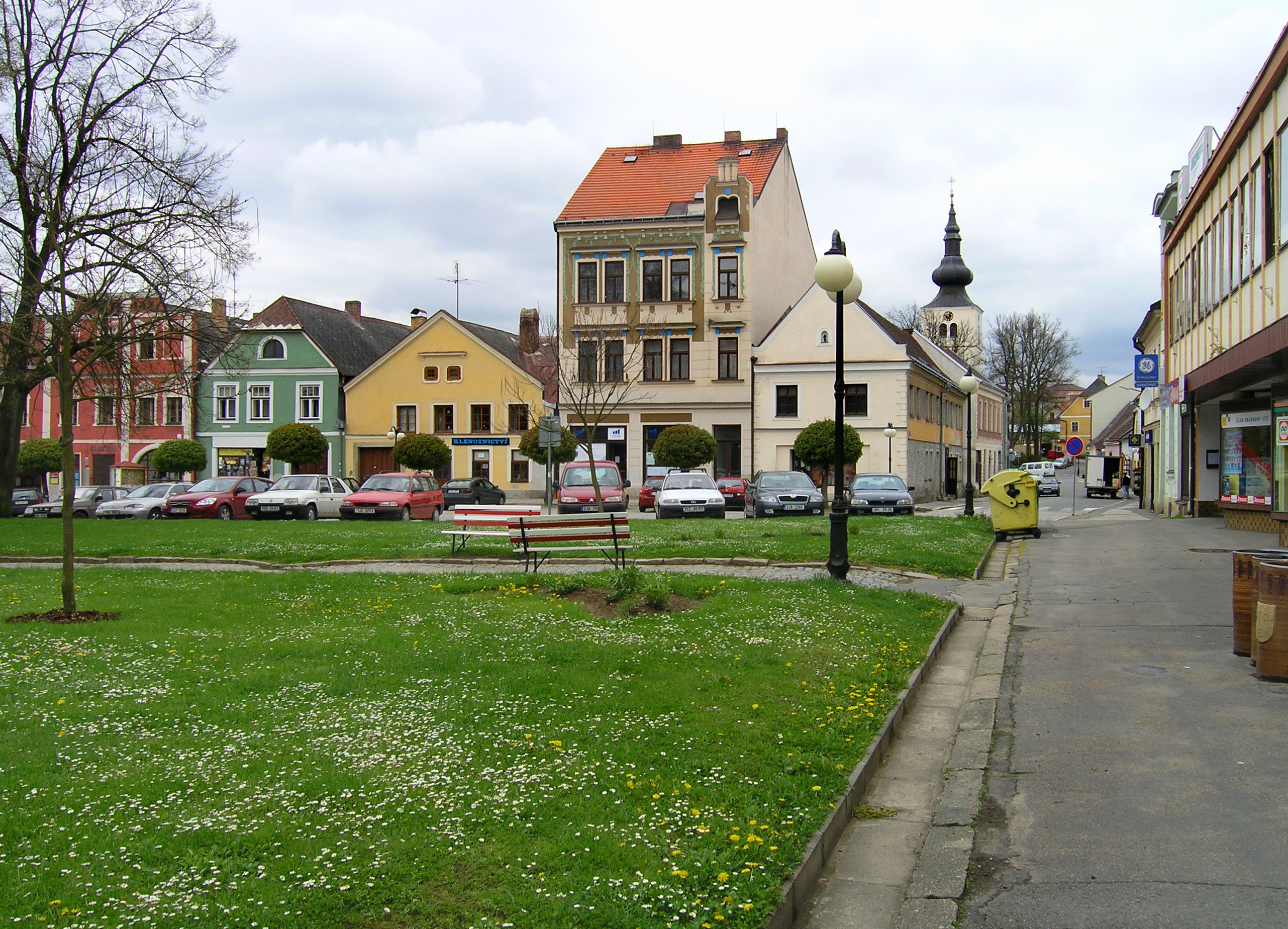
Kamenice nad Lipou

Kamenice nad Lipou és un petit municipi situat la regió de Vysočina de la República Txeca, a la part sud-est de la regió de Bohèmia.
El seu monument més important és el castell. Agafava part del seu nom d'un antic arbre de llima que encara creix al jardí adjacent al castell ("nad lipou" significa "damunt un arbre de llima"). Es considera que l'arbre té entre 700 i 900 anys.
A Kamenice nad Lipou hi va néixer el compositor postromàntic del segle xix Vítězslav Novák.